# Hahn (Familienname)

## Bedeutung und Herkunft
Hahn:
1. Übername zu mittelhochdeutsch han(e) („Hahn“) für einen stolzen, streitlustigen Menschen.
2. Auf eine verkürzte Form von Johannes zurückgehender Familienname.
3. Gelegentlich kann diesem Familiennamen ein Hausname zugrunde liegen. Vgl. den Freiburger Beleg Clewy zem Hane (a. 1437).
4. Herkunftsname zu den häufigen Ortsnamen Hahn, Hagen, Hain.[1]

## Namensträger
Hahn ist der Familienname folgender Personen:
- Hahn (mecklenburgisches Adelsgeschlecht)
  - Hahn (kurländisches Adelsgeschlecht)
  - Hahn (öselsches Adelsgeschlecht)

### A
- Achim Hahn (* 1951), deutscher Soziologe
- Adalbert Hahn (Pater Hahn; 1750–1825), deutscher Geistlicher
- Adolf Hahn (1884–1946), deutscher Schriftsteller
- Agnes von Hahn (1812–1857), deutsche Obstzüchterin
- Alban von Hahn (1858–1942), deutscher Theaterdirektor und Publizist
- Albert Hahn (Industrieller) (1824–1898), deutscher Industrieller
- Albert Hahn (Schauspieler) (1828–1880), deutscher Schauspieler, Musikschriftsteller und Theaterdirektor
- Albert Hahn (Künstler, 1877) (1877–1918), niederländischer Karikaturist, Zeichner und Lithograf
- Albert Hahn (Künstler, 1894) (Pseudonym A. Poussin; 1894–1953), niederländischer Illustrator und Zeichner
- Albert Hahn (Künstler, 1910) (1910–1995), deutscher Maler
- Albin Hahn (1930–2013), deutscher Seelsorger und Missionar
- Alexander von Hahn (1809–1895), russischer General der Infanterie
- Alexander Hahn (Künstler) (* 1954), Schweizer Maler und Zeichner
- Alexander Hahn (Regisseur) (* 1967), lettischer Regisseur, Drehbuchautor und Produzent
- Alexander Hahn (Politiker) (* 1987), deutscher Politiker (FDP)
- Alexander Hahn (Fußballspieler) (* 1993), deutscher Fußballspieler
- Alexander J. Hahn (* 1943), US-amerikanischer Mathematiker
- Alfred Hahn (Buchhändler) (1863–1929), deutscher Buchhändler
- Alfred Hahn (Maler, 1886) (1886–1965), deutscher Maler
- Alfred Hahn (Archivar) (1888–1973), deutscher Archivar
- Alfred Hahn (Architekt) (1890–1964), US-amerikanischer Architekt
- Alfred Hahn (Maler, 1900) (1900–1974), deutscher Maler und Musiker
- Alfred Hahn, Name eines anthropomorphen Hahns, der Werbefigur von ADEG Österreich in den 1990er und frühen 2000er Jahren
- Alice von Hahn (1862–1933), deutsche Schriftstellerin
- Alois Hahn (Journalist) (1900–1972), deutscher Journalist, Redakteur und Schriftsteller
- Alois Hahn (* 1941), deutscher Soziologe
- Alois Hahn-Kabela (vor 1900–1945), deutscher Violoncellist
- Amandus Hahn (1889–1952), deutscher Physiologe
- André Hahn (Politiker) (* 1963), deutscher Politiker (Die Linke)
- André Hahn (Fußballspieler) (* 1990), deutscher Fußballspieler
- Andreas Hahn (Politiker) (* 1951), deutscher Politiker (CDU)
- Andreas Hahn (Philatelist) (* 1961), deutscher Kurator, Philatelist, Autor
- Andreas Hahn (Ernährungswissenschaftler) (* 1962), deutscher Ernährungswissenschaftler
- Andreas Hahn (Moderator) (1965–2025), deutscher Fernsehmoderator und -regisseur
- Andreas Hahn (Fußballspieler, 1966) (* 1966), deutscher Fußballspieler
- Andreas Hahn (Fußballspieler, 1972) (* 1972), österreichischer Fußballspieler
- Andreas Hahn (Rennfahrer) (* 1981), deutscher Motorradrennfahrer
- Angela Hahn (* 1954), deutsche Anglistin und Hochschullehrerin
- Anna Hahn (Schachspielerin) (* 1976), lettisch-US-amerikanische Schachspielerin
- Anna Katharina Hahn (* 1970), deutsche Schriftstellerin
- Anna Marie Hahn (1906–1938), deutsch-amerikanische Serienmörderin
- Anne Hahn (* 1966), deutsche Autorin
- Annegret Hahn (* 1951), deutsche Dramaturgin
- Annely Hahn (* 1926, Pseudonym Viola Larsen), deutsche Schriftstellerin
- Annemarie Hahn (* 1922), deutsche Autorin
- Anton Hahn (* 1984), deutscher Eisschnellläufer
- Archie Hahn (1880–1955), US-amerikanischer Leichtathlet
- Arthur Hahn (Chemiker) (1873–1948), deutscher Chemiker und Fabrikdirektor
- Arthur Hahn (Architekt) (1874–1964), deutscher Architekt
- Arthur Hahn (Ingenieur) (1890–nach 1954), deutscher Wasserbauingenieur
- Arthur Hahn (Unternehmer) (1899–1973), deutscher Unternehmer, 1938 Emigration in die USA
- Arved von Hahn (1872–1948), russischer Verwaltungsbeamter und deutsch-baltischer Politiker
- August Hahn (Theologe) (1792–1863), deutscher evangelischer Theologe
- August von Hahn (Beamter) (1821–1886), deutscher Oberrechnungskammerpräsident
- August von Hahn (General) (1853–1923), preußischer Generalleutnant
- August Friedrich Hahn (1789–1867), deutscher Jurist, Gerichtspräsident, Abgeordneter
- August Johann von Hahn (1722–1788), von 1769 bis 1788 Hofratspräsident der Markgrafschaft Baden-Durlach bzw. der wiedervereinigten Markgrafschaft Baden
- Axel Hahn (* 1959), deutscher Politiker (FDP), Mitglied des Abgeordnetenhauses von Berlin

### B
- Balthasar Hahn († 1637), deutscher Mediziner und kursächsischer Leibarzt
- Barbara Hahn (Germanistin) (* 1952), deutsch-amerikanische Germanistin
- Barbara Hahn (Geographin) (* 1955), deutsche Geographin
- Barbara Hahn (Physikerin), deutsche Physikerin
- Barbara Hahn (Sängerin) (* 1965), deutsche Opernsängerin
- Beate Hahn (1894–1970), deutsche Pädagogin, Gestalterin von Jugendgärten und Fachautorin
- Benedikt Hahn (* 1984), deutscher Schauspieler, Sprecher und Moderator
- Bernd Hahn (Künstler) (1954–2011), deutscher Maler, Grafiker und Fotograf
- Bernd Hahn (* 1954), deutscher Rennrodler
- Bernhard Hahn (* 2000), österreichischer Fußballspieler
- Bernhard Hahn (Komponist) (1780–1852), deutscher Komponist und Domkapellmeister in Breslau
- Bernhard Hahn von Dorsche (1857–1927), deutscher Arzt und Sanatoriumsleiter
- Betty Hahn (* 1940), US-amerikanische Fotografin
- Birgit Hahn (* 1958), deutsche Hockeyspielerin
- Bonaventura Hahn (1550–1602), deutscher Geistlicher, Bischof von Breslau
- Brigitte Hahn (* 1964), deutsche Sopranistin

### C
- Carl Hahn (Politiker) (1824–1880), deutscher Jurist und Politiker
- Carl Hahn (Tiermediziner) (1829–1901), deutscher Tiermediziner und Hochschullehrer
- Carl Hahn senior (1894–1961), deutsch-österreichischer Ingenieur, Automobilbauer und Unternehmer
- Carl Clemens Hahn, eigentlicher Name von Clemens Wilmenrod (1906–1967), deutscher Schauspieler und Fernsehkoch
- Carl Ferdinand Johannes Hahn (1801–1876), deutscher Jurist, Richter und Politiker, Mitglied der Frankfurter Nationalversammlung
- Carl Horst Hahn (1926–2023), deutscher Manager der Automobilindustrie
- Carl Hugo Hahn (1818–1895), deutsch-baltischer Theologe und Missionar
- Carl Theodor Hahn (1809–1864), deutscher Organist und Komponist
- Carl Wilhelm Hahn (Zoologe) (1786–1835), deutscher Zoologe
- Carl Wilhelm Hahn (Maler) (1829–1887), deutscher Maler
- Carl Wilhelm Hahn (Publizist) (1898–1982), deutscher Publizist, Historiker und Archivar
- Carla-Ingrid Hahn (1928–2008), deutsche Schriftstellerin, siehe C. Doberman
- Caroline Hahn (1814–1885), deutsche Opernsängerin
- Carsten Hahn (* 1965), deutscher Jurist und Richter
- Chiara Hahn (* 2002), deutsche Fußballspielerin
- Chris Hahn (* 1985), deutsch-kanadischer Eishockeyspieler
- Christian Hahn (* 1969), deutscher Maler/Künstler
- Christina Hahn (* 1980), deutsche Basketballspielerin
- Christoph Hahn (Mykologe) (* 1970), deutscher Mykologe
- Christoph Hahn (Parasitologe), österreichischer Parasitologe
- Christoph Ulrich Hahn (1805–1881), deutscher Theologe, Pfarrer und Pädagoge
- Christopher Hahn (* 1984), deutscher Politiker (AfD)
- Clementine Hahn (1866–1929), deutsche Malerin und Kunstgewerblerin
- Cocky Hahn (1886–1948), britischer Militär und Regionalkommissar in Südwestafrika
- Cornelia Hahn Oberlander (1921–2021), kanadische Landschaftsarchitektin
- Cornelius von Hahn (1809–1878), österreichischer Feldmarschallleutnant
- Cynthia J. Hahn (* 1952), US-amerikanische Kunsthistorikerin und Hochschullehrerin

### D
- Damion Hahn (* 1980), US-amerikanischer Ringer
- Daphne Hahn (* 1960), deutsche Gesundheitswissenschaftlerin
- Dave Hahn (* 1961), US-amerikanischer Bergsteiger
- David Hahn (Komponist) (* 1956), US-amerikanischer Komponist, Gitarrist und Lautenist
- David Charles Hahn (1976–2016), US-amerikanischer Experimentator
- Derek Hahn (* 1977), kanadischer Eishockeyspieler
- Diederich Hahn (1859–1918), deutscher Politiker
- Diedrich Hahn (1884–1967), deutscher Kaufmann und Reeder
- Dietbert Hahn (* 1947), deutscher Radiologe und Hochschullehrer
- Dieter Hahn (* 1961), deutscher Manager
- Dietger Hahn (1935–2017), deutscher Wirtschaftsingenieur
- Dietrich Hahn (1922–1984), deutscher Physiker und Hochschullehrer
- Dietrich Hahn (* 1946), deutscher Journalist und Publizist
- Dirk Meinerts Hahn (1804–1860), deutscher Kapitän
- Dittmar Hahn (* 1943), deutscher Jurist
- Don Hahn (* 1955), US-amerikanischer Filmproduzent
- Doris Hahn (* 1981), österreichische Politikerin
- Dorothy Hahn (1876–1950), US-amerikanische Chemikerin und Hochschullehrerin

### E
- Eberhard Hahn (* 1953), deutscher evangelischer Theologe, Pfarrer und Hochschullehrer
- Eckart Hahn (* 1971), deutscher Maler
- Edgar Hahn (* 1935), deutscher Fußballspieler
- Edith Hahn Beer (1914–2009), österreichische Juristin
- Eduard Hahn (Theologe) (1824–1901), deutscher Theologe
- Eduard Hahn (Ethnologe) (1856–1928), deutscher Ethnologe, Geograph und Wirtschaftshistoriker
- Eduard Hahn (Schachspieler) (1911–1996), deutscher Schachspieler
- Eduard Moritz Hahn (1781–1841), deutscher Mathematiker unter Elkan Markus Hahn
- Edwin C. Hahn (1888–1942), US-amerikanischer Filmtechniker
- Ekhart Hahn (* 1942), deutscher Architekt, Stadt-/Raumplaner und Hochschullehrer
- Ekkehard Hahn (1934–2020), deutscher Schauspieler
- Ekkehardt Hahn (* 1955), deutscher Chemiker und Hochschullehrer
- Elieser Traugott Hahn (1848–1939), deutsch-baltischer lutherischer Pastor und Evangelist
- Elisabeth Hahn (1883–1967), deutsche Malerin
- Elisabeth von Stephani-Hahn (1868–nach 1939), deutsche Kunstschriftstellerin, Malerin und Lehrerin
- Elkan Markus Hahn (1781–1841), deutscher Mathematiker
- Emil Hahn (Schauspieler) (1832–1897), deutscher Schauspieler
- Emil Hahn (Dekorationsmaler) (1837–1881), deutscher Dekorationsmaler
- Emil Hahn (Numismatiker) (1866–1946), Schweizer Numismatiker
- Emily Hahn (1905–1997), US-amerikanische Autorin
- Erich Hahn (Maler, 1904) (1904–1945), deutscher Maler
- Erich Hahn (Maler, 1910) (1910–nach 1988), deutscher Maler
- Erich Hahn (Philosoph) (1930–2025), deutscher Philosoph und Mitglied des ZK der SED
- Erich Hahn (Fußballspieler) (1937–2007), deutscher Fußballspieler
- Erik Hahn (Ringer) (* 1970), deutscher Ringer
- Erik Hahn (Rechtswissenschaftler) (* 1983), deutscher Rechtswissenschaftler und Hochschullehrer
- Ernst Hahn (Politiker, 1850) (1850–1896), deutscher Politiker (SPD)
- Ernst Hahn (Mediziner) (vor 1860–1923), deutscher Psychiater
- Ernst Hahn (Politiker, 1865) (1865–1940), deutscher Jurist und Kommunalpolitiker
- Ernst Hahn (Politiker, 1874) (1874–1950), österreichischer Politiker (CSP)
- Ernst Hahn (Bildhauer), deutscher Bildhauer
- Ernst Hahn (Fotograf) (1926–2017), deutscher Fotograf
- Ernst Joachim Hahn (1912–1945), deutscher Pastor
- Erwin Hahn (Intendant) (1887–nach 1947), deutscher Theaterintendant und Autor
- Erwin Hahn (Physiker) (1921–2016), US-amerikanischer Physiker
- Erwin Hahn (Psychologe) (1930–2009), deutscher Sportpsychologe
- Eugen Hahn (Mediziner) (1841–1902), deutscher Chirurg
- Eugen Hahn (Politiker) (1874–1959), deutscher Politiker, MdL Württemberg-Hohenzollern
- Eugen Hahn (General) (1884–1938), deutscher Generalleutnant
- Eugen Hahn (Gärtner) (1900–nach 1981), deutscher Gärtner, Fotograf und Autor
- Eugen Hahn (Bassist) (1941–2020), deutscher Musiker
- Eugen C. Hahn (1907–1990), deutscher Fabrikant, Stiftungsgründer und Ehrensenator
- Eva Hahn (* 1946), deutsch-tschechische Historikerin

### F
- Ferdinand Hahn (Versicherungsmanager) (1845–1906), deutscher Versicherungsmanager
- Ferdinand Graf Hahn (1875–1955), deutscher Politiker (CDU)
- Ferdinand Hahn (Theologe) (1926–2015), deutscher Theologe und Hochschullehrer
- Ferdinand von Hahn (1809–1888), deutscher Majoratsbesitzer
- Florian Hahn (* 1974), deutscher Politiker (CSU), MdB
- Frank Hahn (Wirtschaftswissenschaftler) (1925–2013), britischer Wirtschaftswissenschaftler
- Frank Hahn (Fußballspieler) (* 1957), deutscher Fußballspieler
- Frank Hahn (Ingenieur) (* 1966), deutscher Ingenieur und Hochschullehrer
- Frank Hahn (Leichtathlet), deutscher Leichtathlet, Langstreckler
- Frank Hahn (Chemiker) (* 1979), deutscher Chemiker und Hochschullehrer
- Franz Hahn (Fabrikant) (1838–1915), deutscher Fabrikant
- Franz Hahn (Architekt) (1866–1918), deutscher Architekt
- Franz Hahn (Ingenieur) (1891–1933), Ingenieur, Bruder von Kurt und Rudolf Hahn
- Franz Hahn (Politiker) (1897–1963), deutscher Politiker
- Franz Joseph Anton von Hahn (1699–1748), Weihbischof in Bamberg
- Franz R. Hahn (* 1952), österreichischer Wirtschaftswissenschaftler
- Friedemann Hahn (* 1949), deutscher Maler
- Friedhelm Hahn (* 1955), deutscher Regisseur und Autor
- Friedrich von Hahn (Astronom) (1742–1805), deutscher Großgrundbesitzer, Naturphilosoph und Astronom
- Friedrich Hahn (Rechtsanwalt) (1784–1858), hessischer Anwalt und Journalist
- Friedrich von Hahn (Pferdezüchter) (1804–1859), deutscher Gutsbesitzer und Pferdezüchter
- Friedrich von Hahn (Jurist) (1823–1897), deutscher Jurist
- Friedrich Hahn (Geograph) (1852–1917), deutscher Geograph
- Friedrich von Hahn (Beamter) (1861–1952), Kreisdirektor in Hessen, Verbandsfunktionär
- Friedrich Hahn (Chemiker) (1888–1975), deutscher Chemiker; nach der Emigration zuletzt Professor in Mexiko
- Friedrich Hahn (Theologe) (Fritz Hahn; 1910–1982), deutscher Theologe und Religionspädagoge
- Friedrich Hahn (Politiker) (1924–2002), österreichischer Politiker (ÖVP)
- Friedrich Hahn (Schriftsteller) (* 1952), österreichischer Schriftsteller und bildender Künstler
- Friedrich Hahn von Dorsche (1815–1885), deutscher Generalmajor
- Fritz Hahn (SA-Mitglied) (1907–1982), deutscher SA-Führer
- Fritz Hahn (Mediziner) (1907–1982), deutscher Pharmakologe
- Fritz Hahn (Unternehmer) (1908–1961), deutscher Unternehmer
- Fritz Gebhardt von Hahn (1911–2003), deutscher Diplomat

### G
- Gabriele Hahn, deutsche Verwaltungsjuristin
- Georg Hahn (Student) († vor 1575), deutscher Student
- Georg Hahn (Maler) (1841–1889), deutscher Landschafts- und Genremaler
- Georg Hahn (Chemiker) (1899–1979), deutscher Chemiker und Hochschullehrer
- Georg Hahn (Politiker) (* 1945), österreichischer Politiker (SPÖ)
- Georg Carl Hahn (1822–1895), deutscher Unternehmer
- Georg Gottlieb Hahn (1756–1823), hessischer Generalleutnant
- Georg Philipp Anton Hahn (1814–1873), deutscher Ziegeleibesitzer und Politiker
- George Michael Hahn (1830–1886), US-amerikanischer Politiker, siehe Michael Hahn (Politiker)
- Georges Hahn (1913–1994), österreichischer Psychologe und Hochschullehrer
- Gerd Hahn (* 1981), deutscher Wirtschaftswissenschaftler, Hochschullehrer für Betriebswirtschaftslehre
- Gerhard Hahn (Theologe) (1901–1943), deutscher Theologe und Politiker (NSDAP)
- Gerhard Hahn (Bibliothekar) (1932–2017), deutscher Historiker
- Gerhard Hahn (Germanist) (* 1933), deutscher Germanist
- Gerhard Hahn (Paläontologe) (* 1933), deutscher Paläozoologe
- Gerhard Hahn (Regisseur) (* 1946), deutscher Regisseur und Produzent
- Gerhard Hahn (Astronom), deutscher Astronom
- Gerhard Hahn (Botschafter), deutscher Diplomat, Botschafter der DDR in Jugoslawien
- Gisela Hahn (* 1943), deutsche Schauspielerin
- Gottlob Hahn (1855–1932), deutscher Landtagsabgeordneter
- Gundula Hahn (* 1975), deutsche Basketballspielerin
- Günter Hahn (Journalist) (?–1968), deutscher Journalist
- Günter Hahn (Leichtathlet), deutscher Langstreckenläufer
- Günter Hahn (Politiker) (1946–2015), deutscher Politiker, 1974–1995 Bürgermeister von Weiterstadt
- Gunther Hahn (* 1938), deutscher Kameramann, Numismatiker und Sammler
- Günther Hahn (Fußballspieler) (* 1973), österreichischer Fußballspieler
- Gustav Hahn (Maler) (1866–1962), kanadischer Wandmaler und Kunstpädagoge deutscher Herkunft
- Gustav Hahn (Genealoge) (1900–1974), deutscher Lehrer und Genealoge
- Gustav Römer-Hahn (1908–1960), deutscher Schauspieler
- Gustav Adolf Hahn (1819–1872), deutscher Architekt und Architekturmaler

### H
- Hanno Hahn (1922–1960), deutscher Kunsthistoriker
- Hanns Michael Hahn, siehe Michael J. Hahn
- Hans Hahn (1879–1934), österreichischer Mathematiker und Philosoph
- Hans Hahn (Psychologe) (1900–1969), deutscher Psychologe und Hochschullehrer
- Hans Hahn (Jagdflieger) (1914–1982), deutscher Jagdflieger
- Hans Hahn (Maler) (1916–1989), deutscher Maler
- Hans Hahn-Seebruck (1921–2014), deutscher Maler
- Hans Henning Hahn (* 1947), deutscher Historiker
- Hans Hermann Hahn (* 1940), deutscher Ingenieur und Lehrstuhlinhaber in Karlsruhe
- Hansjoachim Hahn (1934–2022), deutscher Politiker (SED) und Wirtschaftsfunktionär
- Hans-Joachim Hahn (Autor) (* 1950), deutscher Autor, Dolmetscher, Dozent und Netzwerker
- Hans-Joachim Hahn (Literaturwissenschaftler) (* 1967), deutscher Literaturwissenschaftler, Linguist und Hochschullehrer
- Hans-Jürgen Hahn (1942–2023), deutscher Mediziner und Politiker (PDS, Die Linke)
- Hans Otto Hahn (1936–2003), deutscher evangelischer Theologe
- Hans Peter Hahn (* 1963), deutscher Ethnologe und Hochschullehrer
- Hans-Werner Hahn (* 1949), deutscher Historiker
- Harald Hahn (* 1966), deutscher Pädagoge und Theaterautor
- Harro Hahn (1932–2005), deutscher Physiker und Hochschullehrer
- Harry Hahn (1915–2003), deutscher Chemiker und Hochschullehrer
- Hartmut Hahn (* 1971), deutscher Maler
- Hartmuth Hahn (* 1945), deutscher Fußballspieler und -trainer
- Hedwig Hahn (geb. Hedwig  Trowitzsch; 1891–1980), deutsche Ärztin
- Heidi Hahn (Künstlerin, 1952) (* 1952), Schweizer Künstlerin
- Heidi Hahn (Genetikerin) (* vor 1969), deutsche Ärztin, Molekulargenetikerin und Hochschullehrerin
- Heidi Hahn (Künstlerin, 1982) (* 1982), US-amerikanische Malerin
- Heike Hahn (* 1965), deutsche Mathematikerin und Hochschullehrerin
- Heinrich Hahn (Jurist) (1605–1668), deutscher Jurist und Hochschullehrer
- Heinrich Hahn (Mediziner) (1800–1882), deutscher Arzt und Politiker
- Heinrich Hahn (Historiker) (1829–1919), deutscher Historiker
- Heinrich Hahn (Unternehmer) (1845–1922), deutscher Glaser und Unternehmer, Vater des deutschen Chemikers Otto Hahn
- Heinrich Hahn (Manager) (1874–1930), deutscher Jurist und Versicherungsmanager
- Heinrich August Hahn (Theologe) (1821–1861), deutscher evangelischer Theologe
- Heinrich Wilhelm Hahn der Ältere (1760–1831), deutscher Buchhändler und Verleger
- Heinrich Wilhelm Hahn der Jüngere (1795–1873), deutscher Buchhändler und Verleger
- Heinz Hahn (Politiker) (1929–2023), deutscher Politiker, Oberbürgermeister von Neubrandenburg
- Heinz Hahn (Botaniker) (* 1938), deutscher Botaniker und Hochschullehrer
- Heinz Hahn (Pharmazeut) (* 1943), deutscher Pharmazeut und Hochschullehrer
- Hellmuth Hahn (1927–2015), deutscher Heimatforscher
- Helmut Hahn (Geograph) (1921–2008), deutscher Geograph und Lehrstuhlinhaber
- Helmut Hahn (Künstler) (1928–2017), deutscher Maler, Grafiker, Fotograf, Textilkünstler und Hochschullehrer
- Helmut Hahn (Mediziner) (* 1937), deutscher Mediziner und Mikrobiologe
- Helmuth Hahn (* 1958), deutscher Künstler
- Henning Hahn (* 1972), deutscher Philosoph und Hochschullehrer
- Henriette Hahn-Brinckmann (1862–1934), dänisch-deutsche Malerin
- Henrike Hahn (Politikerin) (* 1970), deutsche Politikerin (Bündnis 90/Die Grünen)
- Henrike Hahn (Schauspielerin) (* 1986), deutsche Schauspielerin
- Herbert Hahn (Anthroposoph) (1890–1970), deutscher Lehrer und Anthroposoph
- Herbert Hahn (Zoologe) (1901–1991), deutscher Zoologe
- Hermann Hahn (Maler) (auch Hermann Han; um 1570–1628), deutscher Maler
- Hermann Hahn (Jurist) (1815–1879), deutscher Richter
- Hermann Hahn (Architekt) (1841–1929), deutscher Architekt
- Hermann Hahn (Turner) (1851–1909), deutscher Turner und Turnfunktionär
- Hermann Hahn (Unternehmer) (1865–1939), deutscher Unternehmer und Firmengründer
- Hermann Hahn (Bildhauer) (1868–1945), deutscher Bildhauer
- Hermann Hahn (Fußballspieler, 1907) (1907–1977), deutscher Fußballspieler
- Hermann Hahn (Politiker) (1907–1990), deutscher Politiker (DP, CDU), MdL Niedersachsen
- Hermann Hahn (Fußballspieler, 1908) (1908–1945), deutscher Fußballspieler
- Hermann Hahn (Rennfahrer), deutscher Motorradrennfahrer
- Hermann H. Hahn (* 1940), deutscher Ingenieur und Hochschullehrer
- Hermann Joachim Hahn (1679–1726), deutscher Prediger
- Hermann-Michael Hahn (* 1948), deutscher Physiker, Astronom und Wissenschaftsjournalist
- Herwig Hahn von Dorsche (* 1938), deutscher Anatom und Hochschullehrer
- Hilary Hahn (* 1979), US-amerikanische Violinistin
- Hildegard Hahn (* 1938), deutsche Künstlerin
- Horst Hahn (* 1952), deutscher Werkstoffwissenschaftler
- Hubert Hahn (* 1959), deutscher Eishockeyspieler
- Hugo Hahn (1818–1895), deutscher lutherischer Theologe und Missionar, siehe Carl Hugo Hahn
- Hugo Hahn (Bischof) (1886–1957), deutscher lutherischer Theologe und Bischof
- Hugo Hahn (Rabbiner) (1893–1967), deutsch-US-amerikanischer Rabbiner, Vorsitzender der Essener Synagogengemeinde und Gründer der New Yorker Congregation Habonim
- Hugo Hahn (Radsportler) (* 2002), namibischer Radsportler
- Hugo J. Hahn (1927–2010), deutscher Rechtswissenschaftler und Hochschullehrer

### I
- Ida Hahn-Hahn (1805–1880), deutsche Schriftstellerin und Ordensgründerin
- Ingo Hahn (* 1971), deutscher Geograph, Ökologe und Politiker (AfD), MdL
- István Hahn (1913–1984), ungarischer Althistoriker und Hochschullehrer

### J
- Jacqueline Hahn (* 1991), österreichische Radrennfahrerin
- James Hahn (* 1950), US-amerikanischer Politiker, Bürgermeister von Los Angeles
- Jan Hahn (1973–2021), deutscher Moderator
- Janice Hahn (* 1952), US-amerikanische Politikerin
- Jasmin Hahn (* 1971), deutsche Schauspielerin und Rezitatorin
- Jelena Andrejewna Hahn (1813–1842), russische Schriftstellerin
- Jens Hahn (* 1962), deutscher Heimatforscher
- Jerry Hahn (* 1940), US-amerikanischer Jazzgitarrist
- Jess Hahn (1921–1998), französischer Schauspieler
- Joachim Hahn (Tiermediziner) (1924–2019), deutscher Veterinärmediziner und Hochschullehrer
- Joachim Hahn (Prähistoriker) (1942–1997), deutscher Prähistorischer Archäologe
- Joachim Hahn (Pfarrer) (* 1954), deutscher Pfarrer und Autor
- Joachim Hahn (Komiker) (* 1985), deutscher Komiker
- Jochen Hahn (Radsportler) (* 1962), deutscher Radsportler und Radsporttrainer
- Jochen Hahn (Rennfahrer) (* 1974), deutscher Truckrennfahrer
- Johann Hahn (Fotograf) (1840–1900), österreichischer Fotograf und Maler
- Johann Hahn (Heimatforscher) (1863–1933), österreichisch-böhmischer Lehrer und Heimatforscher
- Johann Bernhard Hahn (1685–1755), deutscher Philologe und Theologe
- Johann David Hahn (1729–1784), deutscher Naturwissenschaftler und Philosoph
- Johann Friedrich von Hahn (1725–1786), deutscher Arzt und Domherr
- Johann Friedrich Hahn (Lyriker) (1753–1779), deutscher Lyriker
- Johann Friedrich Hahn (Politiker) (1793–1856), deutscher Politiker, Abgeordneter der Frankfurter Nationalversammlung
- Johann Georg Hahn (um 1775–1838), deutscher Uhrmacher
- Johann Georg von Hahn (1811–1869), österreichischer Diplomat und Albanologe
- Johann Gottfried von Hahn (1694–1753), deutscher Arzt
- Johann Gottfried Hahn (1776–nach 1811), deutscher Forstbeamter und Autor
- Johann Michael Hahn (1758–1819), deutscher Theosoph
- Johann Philipp Hahn (1690–1774), deutscher Rechtswissenschaftler und Hochschullehrer
- Johann Siegmund Hahn (1696–1773), deutscher Arzt und Hydrotherapeut
- Johann Zacharias Hermann Hahn (1768–1826), deutscher Geistlicher und Kirchenlieddichter
- Johannes Hahn († nach 1478), Rostocker Universitätsgelehrter und Geistlicher, siehe Johannes Hane
- Johannes Hahn (Orgelbauer) (1712–1782), deutscher Orgelbauer
- Johannes Hahn (General) (1889–1970), deutscher Generalmajor
- Johannes Hahn (Historiker) (* 1957), deutscher Althistoriker
- Johannes Hahn (Politiker) (* 1957), österreichischer Politiker (ÖVP)
- Johannes Hahn (Moderator), österreichischer Sportmoderator und -kommentator
- Johannes-Martin Hahn (* 1959), deutscher Mediziner
- Johannes Samuel Hahn (1805–1883), Missionar der Rheinischen Mission
- John Hahn (1776–1823), US-amerikanischer Politiker
- John Hahn-Petersen (1930–2006), dänischer Schauspieler
- Jörg Hahn (Journalist) (* 1961), deutscher Sportjournalist
- Jörg-Hannes Hahn (* 1963), deutscher Organist, Kirchenmusiker und Dirigent
- Jörg-Peter Hahn (1930–1996), deutscher Kabarettist, Schauspieler und Hörfunkautor
- Jörg-Uwe Hahn (* 1956), deutscher Politiker (FDP)
- Josef Hahn (Maler) (1839–1906), deutscher Maler
- Josef Hahn (Architekt) (1884–1943), österreichischer Architekt
- Josef Hahn (Slawist) (1912–1991), Slawist und Übersetzer
- Josef Hahn (Gewerkschafter), deutscher Gewerkschafter
- Joseph Hahn, genannt Juspa Hahn (um 1600–1637), deutscher Rabbiner und Chronist
- Joseph Hahn, Pseudonym von Alfred Fritz (1860–1941), deutscher evangelischer Pfarrer, Archivar und Historiker
- Joseph Hahn (Politiker) (1883–1944), deutscher Jurist, Verleger und Politiker (Zentrum)
- Joseph Hahn (Lyriker) (1917–2007), US-amerikanischer Künstler und Lyriker
- Joseph Hahn (auch Joe Hahn; * 1977), US-amerikanischer DJ
- Judith Hahn (Historikerin) (* 1970), deutsche Historikerin
- Judith Hahn (* 1978), deutsche Theologin und Hochschullehrerin
- Julia Hahn (* 1979), deutsche Juristin
- Juliane Hahn (* 1987), deutsche Theater- und Festivalleiterin
- Julius Hahn (Verwaltungsjurist) (1871–nach 1935), deutscher Verwaltungsjurist
- Julius Hahn (Pastor) (1880–1956), deutscher evangelischer Pastor
- Julius Hahn (Architekt) (1883–nach 1929), österreichischer Architekt
- Julius Hahn (Politiker) (1890–1972), österreichischer Politiker
- Jürgen Hahn (Politiker) (1914–1994), deutscher Jurist, Politiker (SPD), unter anderem Bürgermeister von Stuttgart
- Jürgen Hahn (Agrartechniker) (* 1943), deutscher Agrartechniker und Hochschullehrer
- Jürgen Hahn (Handballspieler) (* 1950), deutscher Handballspieler und -trainer
- Jürgen Hahn (Musiker) (* 1964), deutscher Trompeter und Bandleader
- Jürgen Hahn-Butry (1899–1976), deutscher Schriftsteller und Publizist
- Jürgen Bereiter-Hahn (* 1941), österreichisch-deutscher Zellbiologe und Hochschullehrer
- Juspa Hahn (um 1600–1637), deutscher Rabbiner

### K
- Karin Hahn-Hissink (1907–1981), deutsche Ethnologin
- Karl Hahn (Pädagoge, 1778) (Karl Heinrich August Hahn; 1778–1854), deutscher Erzieher, Schriftsteller und Theologe
- Karl von Hahn (Theaterleiter) (Karl Friedrich von Hahn; 1782–1857), deutscher Theaterleiter
- Karl Hahn (Jurist) (1824–1880), deutscher Jurist, Richter und Politiker
- Karl von Hahn (Beamter, 1824) (Friedrich Ernst Johann Karl von Hahn; 1824–1902), deutscher Beamter
- Karl Hahn (Politiker, 1846) (1846–1899), deutscher Politiker (NLP), Oberbürgermeister von Bochum
- Karl von Hahn (Ethnograph) (1848–1925), deutscher Ethnograph
- Karl Hahn (Politiker, 1866) (1866–1932), deutscher Politiker (SPD), MdL Baden
- Karl Hahn (Pädagoge, 1882) (Karl Walter Hahn; 1882–1963), deutscher Pädagoge und Physikdidaktiker
- Karl Hahn (Beamter, 1883) (1883–1967), deutscher Verwaltungsbeamter
- Karl Hahn (Maler) (1892–1980), deutscher Maler und Grafiker
- Karl Hahn (Ingenieur) (1899–1960), deutscher Maschinenbauingenieur und Hochschullehrer
- Karl Hahn (Politiker, 1901) (1901–1982), deutscher Politiker (CDU), MdB
- Karl Hahn (Politikwissenschaftler) (* 1937), deutscher Politikwissenschaftler
- Karl August Hahn (1807–1857), deutscher Philologe und Hochschullehrer
- Karl Friedrich von Hahn (1782–1857), deutscher Theaterleiter, siehe Karl von Hahn (Theaterleiter)
- Karl Friedrich Hahn (Ingenieur) (vor 1950–2006), deutscher Ingenieur
- Karl Friedrich Ludwig von Hahn (1795–1865), deutscher General der Infanterie
- Karl Gottfried Hahn (1887–1964), deutscher Verwaltungsjurist und Richter
- Karl-Heinz Hahn (1921–1990), deutscher Germanist, Historiker, Archivar und Hochschullehrer
- Karl Hugo Hahn (1818–1895), deutscher Theologe und Missionar, siehe Carl Hugo Hahn
- Karl Josef Hahn (1912–2001), deutsch-niederländischer Philologe und Literaturwissenschaftler
- Kathrin Hahn (* vor 1977), deutsche Sozialpädagogin und Hochschullehrerin
- Kathryn Hahn (* 1973), US-amerikanische Schauspielerin
- Kimiko Hahn (* 1955), US-amerikanische Dichterin
- Klaus Hahn (1925–2019), deutscher Ruderer
- Knut Hahn (* 1964), deutscher Fußballspieler
- Konrad Hahn (1863–1936), deutscher Verwaltungsbeamter
- Kristin Hahn (* 1969), US-amerikanische Filmproduzentin und Drehbuchautorin
- Kuno Hahn (1525–1590), mecklenburgischer Gutsbesitzer, Landrat und Finanzier
- Kurt Hahn (1886–1974), deutscher Pädagoge
- Kurt Hahn (Offizier) (1901–1944), deutscher Offizier und Widerstandskämpfer
- Kurt Hahn (Politiker, 1905) (1905–1958), deutscher Jurist und Politiker (NSDAP), Oberbürgermeister von Rathenow
- Kurt Hahn (Politiker, II), deutscher Politiker (LDPD), MdV
- Kurt Hahn (Romanist) (* 1977), deutscher Romanist

### L
- L. Albert Hahn (Ludwig Albert Hahn; 1889–1968), deutscher Wirtschaftswissenschaftler und Bankier
- Laetitia Hahn (* 2003), deutsche Pianistin
- Leonie Hahn (* 1991), deutsche Schauspielerin
- Leopold Hahn (1894–1970), deutscher Bildhauer
- Levin Ludwig I. Hahn (1579–1635), deutscher Hofbeamter und Soldat
- Lisa Hahn (* 1989), deutsche Hockeyspielerin, siehe Lisa Altenburg
- Lloyd Hahn (1898–1983), US-amerikanischer Mittelstreckenläufer
- Lothar Hahn (Architekt) (1930–1988), deutscher Architekt
- Lothar Hahn (Physiker) (1944–2021), deutscher Physiker und Manager
- Lothar Hahn (Fußballspieler) (* 1947), deutscher Fußballspieler
- Lothar Hahn (Schauspieler), deutscher Schauspieler
- Louis Hahn (1842–1923), deutscher General der Artillerie
- Louise Fraenkel-Hahn (1878–1939), österreichische Malerin und Grafikerin
- Ludwig Hahn (Politiker) (1787–1857), Schweizer Jurist und Politiker
- Ludwig Hahn (Theologe) (Georg Ludwig Hahn; 1823–1903), deutscher Theologe und Hochschullehrer
- Ludwig Hahn (Gärtner) (1836–1881), Mecklenburger, deutscher Gärtner, Forschungsreisender und Pflanzensammler, später in Martinique
- Ludwig Hahn (1908–1986), deutscher Jurist und SS-Standartenführer
- Ludwig Hahn (Rennfahrer) (1929–2011), deutscher Motorradrennfahrer
- Ludwig Albert Hahn (1889–1968), deutscher Wirtschaftswissenschaftler und Bankier, siehe L. Albert Hahn
- Ludwig Ernst Hahn (1820–1888), deutscher Beamter, Publizist und Politiker
- Ludwig Philipp Hahn (1746–1814), deutscher Dichter
- Ludwig Stats von Hahn (1657–1730), deutscher Hofbeamter in dänischen Diensten
- Lukas Hahn, deutscher Truckrennfahrer

### M
- Maik Hahn (* 1968), deutscher Handballspieler und Handballtrainer
- Manfred Hahn (1938–2013), deutscher Historiker, Professor an der Universität Bremen
- Manon Hahn (1908–1993), deutsche Kostümbildnerin
- Marcus Hahn (* 1968), deutscher Germanist, Literaturwissenschaftler und Hochschullehrer
- Margarete Hahn (1898–1981), deutsche Gewerkschafterin und Politikerin (SED)
- Margarethe Hahn-Böing (1877–1956), deutsche Autorin
- María Antonieta Vásquez Hahn (* 1961), ecuadorianische Historikerin
- Marie Hahn (1810–1882), deutsche Theaterschauspielerin, siehe Marie Denker
- Marius Hahn (* 1971), deutscher Politiker (SPD)
- Marlene Hahn (* 1985), deutsche Musikdramaturgin
- Martin Hahn (Mediziner) (1865–1934), deutscher Mikrobiologe und Hygieniker
- Martin Hahn (Politiker) (* 1963), deutscher Politiker (Bündnis 90/Die Grünen)
- Martin Hahn (Bobfahrer) (* 1992), deutscher Bobsportler
- Martin Hahn (Nordischer Kombinierer) (* 1997), deutscher Nordischer Kombinierer
- Mary Hahn (Autorin) (1867–1929), deutsche Autorin und Verlegerin
- Mary Hahn (Gesangspädagogin) (1876–??), deutsche Sängerin und Gesangspädagogin
- Matthias Hahn (* 1965), deutscher Handballspieler
- Max Hahn (Admiral) (1870–1944), deutscher Konteradmiral
- Max Hahn (Jurist) (1895–1939), deutscher Wirtschaftsjurist und Manager
- Max Hahn (Maler) (1895–1947), deutscher Maler
- Max Hahn (Radsportler) (1899–1960), deutscher Radrennfahrer, Konstrukteur und Unternehmer
- Max Hahn (Musiker) (1905–1970), deutscher Kapellmeister und Autor
- Max Hahn (Physiker) (1929–2000), deutscher Physiker und Tauchpionier
- Max Hahn (Politiker) (* 1981), luxemburgischer Parlamentsabgeordneter
- Max Raphael Hahn (1880–1942), deutscher Unternehmer, Kunstsammler und jüdischer Funktionär
- Maya Hahn (* 2001), neuseeländische Fußballspielerin
- Michael Hahn (Komponist), deutscher Komponist
- Michael Hahn (1758–1819), deutscher pietistischer Theosoph, siehe Johann Michael Hahn
- Michael Hahn (Politiker) (1830–1886), US-amerikanischer Politiker
- Michael Hahn (Indologe) (1941–2014), deutscher Indologe
- Michael Hahn (Jurist) (* 1960/1961), deutscher Rechtswissenschaftler und Hochschullehrer
- Michael Hahn (Schwimmer) (* 1962), deutscher Schwimmer
- Michaela Hahn (* 1994), US-amerikanische Fußballspielerin
- Mirkus Hahn (* 1968), deutscher Schauspieler und Theaterregisseur
- Moritz Hahn (1856–1952), deutscher Politiker (DVP)

### N
- Nastassja Hahn (* 1994), deutsche Schauspielerin, siehe Nastassja Revvo
- Niels Hahn (* 2001), österreichischer Fußballspieler
- Nikki Hahn (* 2002), US-amerikanische Schauspielerin
- Nikola Hahn (* 1963), deutsche Autorin
- Norbert Hahn (* 1954), deutscher Rennrodler

### O
- Olga Hahn-Neurath (1882–1937), österreichische Mathematikerin und Philosophin
- Oliver Hahn (Chemiker), deutscher Chemiker; Mitarbeiter der Bundesanstalt für Materialforschung
- Oliver Hahn (Medienwissenschaftler) (* 1969), deutscher Medien- und Kommunikationswissenschaftler
- Oliver Hahn (Manager), deutscher Musikmanager
- Oliver Hahn (Astrophysiker) (* 1977),  Astrophysiker; Professor an der Universität Wien
- Ortwin Hahn (* 1941), deutscher Maschinenbauingenieur und Hochschullehrer in Paderborn
- Oscar Hahn (Politiker) (1831–1898), deutscher Jurist und Politiker
- Óscar Hahn (Schriftsteller) (* 1938), chilenischer Schriftsteller und Literaturwissenschaftler
- Oskar Hahn (1860–1907), deutscher Industrieller
- Oswald Hahn (1928–1999), deutscher Ökonom
- Otto Hahn (Geograph) (1828–1904), deutsch-kanadischer Jurist, Geograph und Schriftsteller
- Otto Hahn (1879–1968), deutscher Chemiker und Nobelpreisträger
- Otto Hahn (Mediziner) (1887–nach 1942), deutscher Chirurg und Hochschullehrer
- Otto Hahn (Politiker) (1888–1946), sozialdemokratischer Politiker der deutschen Minderheit in der Tschechoslowakei
- Otto Hahn (Glaser) (1905–1995), deutscher Glaser und Unternehmer,  Neffe des Chemikers Otto Hahn
- Otto Hahn (Kunstkritiker) (1928–1996), französischer Kunstkritiker
- Otto Hahn (Tierfilmer) (1935–2023), deutscher Tierfilmer
- Otto Hahn (Unternehmer) (1945–2010), deutscher Automobilunternehmer und Verbandsfunktionär
- Otto Conrad Hahn (1756–1804), deutscher Verwaltungsjurist und Kaufmann
- Ottokar Hahn (1934–2020), deutscher Politiker (SPD)

### P
- Patrick Hahn (* 1995), österreichischer Dirigent, Pianist und Komponist
- Paul Hahn (1883–1952), deutscher Maler und Polizeibeamter
- Paul Hahn (Politiker) (1885–1960), deutscher Politiker (FDP)
- Paul Hahn (Schauspieler, 1920) (1920–1988), US-amerikanischer Schauspieler
- Paul Hahn (Fußballspieler) (* 1949), deutscher Fußballspieler
- Paul Hahn (Schauspieler, 2001) (* 2001), deutscher Schauspieler
- Paul Edmund von Hahn (1899–nach 1934), deutschbaltischer Journalist und Schriftsteller
- Paul Karl Julius Hahn (1893–1960), deutscher Widerstandskämpfer
- Paula Hahn-Weinheimer (1917–2002), deutsche Geochemikerin und Mineralogin
- Paulus Hahn (um 1525–1593), deutscher Schultheiß
- Peter Hahn (Rennfahrer, 1909) (1909–1991), US-amerikanischer Automobilrennfahrer
- Peter Hahn (Mediziner) (* 1931), deutscher Mediziner und Psychoanalytiker
- Peter Hahn (Kunsthistoriker) (* 1938), deutscher Kunsthistoriker
- Peter Hahn (Journalist) (* 1941), deutscher Journalist, Dramaturg und Theaterdirektor
- Peter Hahn (Verbandsfunktionär) (* 1947), deutscher Jurist und Verbandsfunktionär
- Peter Hahn (Rennfahrer, II), österreichischer Motorradrennfahrer
- Peter-Michael Hahn (* 1951), deutscher Historiker
- Philipp Hahn (1558–1616), deutscher lutherischer Theologe
- Philipp Matthäus Hahn (1739–1790), deutscher Pfarrer und Ingenieur

### R
- Rainer Hahn (Politiker), deutscher Kommunalpolitiker (SPD)
- Rainer Hahn (Zahnmediziner) (* 1962), deutscher Zahnmediziner und Hochschullehrer
- Rainer Hahn (Wirtschaftswissenschaftler) (* 1977), deutscher Wirtschaftswissenschaftler
- Rainer Hahn (Maschinenbauingenieur), österreichischer Maschinenbauingenieur und Hochschullehrer
- Randy Hahn, kanadischer Sportkommentator
- Reinhard Hahn (* 1952), deutscher Germanist, Literaturwissenschaftler und Hochschullehrer
- Reinhard F. Hahn (* 1947), deutsch-australisch-amerikanischer Autor
- Reinhardt O. Cornelius-Hahn (* 1947), deutscher Schriftsteller und Verleger
- Reynaldo Hahn (1874–1947), französischer Komponist
- Robert Hahn (Maler) (1883–1940), deutscher Maler
- Robert Hahn (Musikwissenschaftler) (1892–1974), deutscher Musikwissenschaftler und Komponist
- Robert Hahn (Philosoph) (* 1952), US-amerikanischer Philosoph
- Robert Hahn (Politiker) (* 1962), deutscher Kommunalpolitiker (CDU)
- Robin Hahn (1933–2021), kanadischer Vielseitigkeitsreiter
- Rochus Hahn (* 1960), deutscher Comic- und Drehbuchautor
- Roland Hahn (* 1946), deutscher Politiker (SPD), MdL Baden-Württemberg
- Rolf Hahn (1937–2006), deutscher Politiker (CDU)
- Ronald M. Hahn (* 1948), deutscher Schriftsteller
- Rudi Hahn (* 1926), deutscher Fußballspieler
- Rudolf Hahn (Schriftsteller) (1815–1889), deutscher Schriftsteller, Theaterdichter, Schauspieler und Journalist
- Rudolf Hahn (Mediziner, 1863) (1863–1934), deutscher Dermatologe und Politiker (DNVP), MdHB
- Rudolf Hahn (Mediziner, 1876) (1876–1962), deutscher Psychiater
- Rudolf Hahn (Industrieller) (1897–1964), deutscher Industrieller
- Rudolf Hahn (Heimatforscher) (?–1967), deutscher Lehrer und Heimatforscher
- Rudolf Hahn (Manager) (1906–nach 1971), deutscher Ministerialrat und Versicherungsmanager
- Rudolf Hahn (Regisseur), deutscher Hörspielregisseur
- Rudolf Hahn (Archivar) (1912–1976), deutscher Schulrat und Archivar
- Rudolf Hahn (Tiermediziner) (1933–2023), deutscher Tiermediziner und Tierzuchtexperte
- Ruth Hahn (Politikerin), deutsche Frauenfunktionärin und Politikerin, MdV
- Ruth Hahn (Karateka), deutsche Karateka
- Ruth Hahn von Dorsche (1905–1975), deutsche Politikerin (FDP), MdA Berlin

### S
- Sabine Hahn (Schauspielerin) (1937–2020), deutsche Schauspielerin
- Sabine Hahn (Pflegewissenschaftlerin) (* 1964), Schweizer Pflegewissenschaftlerin
- Samuel Hahn (1836–1917), österreichischer Rabbiner
- Scott Hahn (* 1957), US-amerikanischer Theologe
- Sebastian Hahn (* 1975), deutscher Fußballspieler
- Sebastian Hahn (Autor) (* 1991), deutscher Slam-Poet, Moderator, Autor und Komiker
- Sepp Hahn (1896–1965), deutscher Kommunist
- Siegbert Hahn (1937–2024), deutscher Maler
- Siegfried Hahn-Woernle (1918–2003), deutscher Ingenieur und Unternehmer
- Siegmund Hahn (1664–1742), deutscher Arzt und Hydrotherapeut
- Sigismund Samuel Hahn (1791–1870), deutscher jüdischer Offizier in den Befreiungskriegen und Hamburger Arzt
- Sigmund Hahn (1926–2009), deutscher Maler, Grafiker, Holzschneider und Plastiker
- Simon Hahn (* 1988), österreichischer Handballspieler
- Simon Friedrich Hahn (1692–1729), deutscher Historiker und Bibliothekar
- Steven Hahn (* 1951), US-amerikanischer Historiker
- Susanne Hahn (Philosophin) (* 1964), deutsche Philosophin
- Susanne Hahn (* 1978), deutsche Langstreckenläuferin
- Svenja Hahn (* 1989), deutsche Politikerin (FDP), LYMEC-Präsidentin

### T
- Theo Hahn (1928–2016), deutscher Kristallograph und Lehrstuhlinhaber
- Theodor von Hahn (1788–1868), russischer Staatsrat und kurländischer Landesbevollmächtigter
- Theodor Hahn (1824–1883), deutscher Apotheker und Heilpraktiker
- Theodor Hahn (Unternehmer, 1837) (1837–1893), deutscher Kaufmann, Fabrikant (Kontrolluhren) und Schulgründer
- Theodor Hahn (Unternehmer, 1893) (1893–nach 1969), deutscher Maschinenfabrikant
- Thomas Hahn (Anglist) (* 1946), britischer Anglist, Literaturwissenschaftler und Hochschullehrer
- Thomas Hahn (Fußballspieler) (* 1957), deutscher Fußballspieler
- Thomas Hahn (Ingenieur), deutscher Ingenieur und Hochschullehrer
- Thomas Hahn-Bruckart (* 1978), deutscher evangelischer Theologe
- Tillmann Hahn (* 1969), deutscher Koch
- Tobias Hahn (* 1987), deutscher Handballspieler
- Torsten Hahn (* 1969), deutscher Literaturwissenschaftler und Hochschullehrer
- Traugott Hahn (Missionar) (1848–1939), deutscher Pfarrer und Missionar
- Traugott Hahn (1875–1919), deutscher Theologe und Pfarrer

### U
- Udo Hahn (* 1962), deutscher Theologe und Pfarrer
- Ulla Hahn (* 1945), deutsche Schriftstellerin und Redakteurin
- Ullrich Hahn (* 1950), deutscher Jurist, Anwalt, Pazifist und Autor
- Ulrich Hahn (Mineraloge) (1950–2013), deutscher Mineraloge und Hochschullehrer
- Ulrich Hahn (Biochemiker) (* 1950), deutscher Biochemiker, Mikrobiologe und Hochschullehrer
- Ulrich Hahn (Rennrodler) (* 1955), deutscher Rennrodler
- Ulrich Hahn (Architekt) (* 1955), deutscher Ingenieur, Architekt, Bildhauer und Hochschullehrer
- Ulrich Hahn (Physiker) (* 1965), deutscher Physiker und Hochschullehrer
- Ulrike Hahn (* 1963), deutsche Kognitionswissenschaftlerin
- Uwe Hahn (* 1954), deutscher Fußballspieler
- Uwe Herbert Hahn (* 1959/60), deutscher Diplomat

### V
- Verena Hahn (* 1977), deutsche Malerin, Objektkünstlerin und Dozentin
- Victor Hahn (1869–nach 1930), Verleger und Kunstsammler
- Viktor Hahn (1931–2019), deutscher Ordenspriester und römisch-katholischer Theologe
- Victoria Hahn (* 1993), österreichische Bobfahrerin
- Viola Hahn (* 1956), deutsche Politikerin, Oberbürgermeisterin von Gera
- Volker Hahn (1923–2011), deutscher Bauingenieur
- Volker Hahn (Komponist) (* 1940), deutscher Komponist

### W
- Walter Hahn (Architekt) (1885–1942), deutscher Architekt und Baubeamter
- Walter Hahn (Fotograf) (1889–1969), deutscher Fotograf
- Walter Hahn (Politiker) (1894–1978), deutscher Politiker (CDU)
- Walter Hahn (Erziehungswissenschaftler) (1913–1987), US-amerikanischer Erziehungswissenschaftler und Hochschullehrer
- Walter Hahn (Journalist) (1929–1996), deutscher Journalist und Radiomoderator
- Walter Hahn (* 1987), österreichischer Wrestler, siehe Gunther (Wrestler)
- Walter C. Hahn (1930/1931–1997), US-amerikanischer Materialwissenschaftler und Hochschullehrer
- Walter F. Hahn (1927–2008), österreichischer Politikwissenschaftler
- Walther Hahn (Pädagoge) (1892–1970), deutscher Pädagoge, Germanist und Werbeleiter
- Walther von Hahn (* 1942), deutscher Informatiker, Sprachwissenschaftler und Hochschullehrer
- Warner Hahn (* 1992), surinamisch-niederländischer Fußballtorwart
- Werner Hahn (Literaturhistoriker) (1816–1890), deutscher Literaturhistoriker und Schriftsteller
- Werner Hahn (Mediziner) (1912–2011), deutscher Kieferchirurg und Lehrstuhlinhaber
- Werner Hahn (Politiker) (1924–1985), deutscher Politiker (CDU), MdL Schleswig-Holstein
- Werner Hahn (Illustrator), deutscher Illustrator
- Werner Hahn (Maler) (* 1944), deutscher Maler und Fotograf
- Werner Hahn (Schauspieler), deutscher Schauspieler
- Werner Hahn (Parteifunktionär), deutscher Parteifunktionär (PDS)
- Werner Hahn (Journalist) (* 1953), deutscher Jurist und Journalist
- Werner Hahn (Musiker) (* 1956), österreichischer Sänger (Bariton), Musiker und Musikwissenschaftler
- Wilhelm Hahn (Rektor) (1844–1914), deutscher Philologe und Pädagoge
- Wilhelm Hahn (Architekt), deutscher Architekt
- Wilhelm Hahn (Ingenieur) (Wilhelm Karl Ehrenfried Hahn; 1882–1939), deutscher Ingenieur und Hochschullehrer
- Wilhelm Hahn (1898–1982), deutscher Publizist, Historiker und Archivar, siehe Carl Wilhelm Hahn (Publizist)
- Wilhelm Hahn junior (1904–1975), deutscher Widerstandskämpfer
- Wilhelm Hahn (Bildhauer) (1908–1961), deutscher Bildhauer
- Wilhelm Hahn (1909–1996), deutscher Theologe und Politiker (CDU)
- Willi Hahn (Fußballspieler), deutscher Fußballspieler
- Willi Hahn (Maler, 1918) (1918–2008), deutscher Maler
- Willi Hahn (Bildhauer, 1920) (1920–1995), deutscher Bildhauer
- Willi Hahn (Bildhauer, 1928) (1928–2005), deutscher Bildhauer, Maler und Grafiker
- Willibald Hahn (1910–1999), österreichischer Fußballspieler und -trainer
- Willy Hahn (Architekt) (1887–1930), deutscher Architekt und Stadtplaner
- Willy Hahn (Pilot) (1888–1916), deutscher Marinepilot
- Willy Hahn (Kunstsammler) (1896–1988), deutscher Pianist, Dirigent und Kunstsammler
- Winfried Hahn (1937–2006), deutscher Informatiker und Hochschullehrer
- Wolfgang Hahn (Ornithologe) (1905–1997), deutscher Ornithologe
- Wolfgang Hahn (Mathematiker) (1911–1998), deutscher Mathematiker
- Wolfgang Hahn (Kunstsammler) (1924–1987), deutscher Kunstsammler und Restaurator
- Wolfgang Hahn (Numismatiker) (* 1945), österreichischer Numismatiker
- Wolfgang Hahn (Moderator) (* 1948), deutscher Journalist, Moderator und Sprecher
- Wolfgang Hahn (Künstler) (* 1953), deutscher Zeichner und Bildhauer
- Wolfgang Hahn-Cremer (1948–2006), deutscher Medienberater und Politiker (SPD)